# 7-dehydrocholesterol
7-Dehydrocholesterol (zkráceně 7-DHC) je zoosterol, sloužící v krevní plazmě jako prekurzor cholesterolu, který se také v kůži může fotochemicky přeměnit na cholekalciferol (vitamin D3), slouží tak jako provitamin-D3. Lze jej nalézt v různých druzích mléka.
U hmyzu je 7-dehydrocholesterol meziproduktem syntézy hormonu ekdysonu, potřebného pro svlékání hmyzu.
7-DHC objevil chemik Adolf Windaus.

## Biosyntéza
7-Dehydrocholesterol vzniká oxidací lathosterolu působením enzymu lathosteroloxidázy, což je předposlední krok biosyntézy cholesterolu.
Narušení této syntézy vyvolává dědičnou nemoc nazývanou lathosterolóza, připomínající Smithův–Lemliův–Opitzův syndrom. Myši, u kterých byl odstraněn odpovídající gen přišly o schopnost zvyšovat množství vitaminu D3 v krvi pomocí jeho tvorby působením ultrafialového záření v kůži.

## Výskyt
Nejvyšší koncentrace 7-dehydrocholesterolu se nachází v pokožce, zejména ve vrstvách stratum basale a stratum spinosum, nejvíce vitaminu D3 se tak vytváří v těchto vrstvách.

## Vliv záření na tvorbu
Provitamin D3 v kůži vzniká působením záření UVB, které účinně proniká pouze do pokožky. 7-Dehydrocholesterol nejlépe pohlcuje záření o vlnových délkách 295 až 300 nm, které tak má na jeho tvorbě největší podíl.
Na vytváření D3 má největší vliv intenzita a vlnová délka záření dopadajícího na 7-dehydrocholesterol. Toto záření mohou vydávat i světelné diody a množství přítomného 7-DHC. Za běžných podmínek se množství 7-DH přítomného ve stratum spinosum a stratum basale účinně využitelné pro tvorbu vitaminu D3 pohybuje u dospělých lidí mezi 25 a 50 μg/cm2 kůže, což postačuje potřebám organismu. Jednou z příčin nedostatku vitaminu D3 může být nedostatek 7-dehydrocholesterolu.

## Zdroje
7-DHC se u živočichů vytváří jinak než u rostlin, houby jej nevytváří téměř vůbec. Tato látka vzniká v některých řasách, kde ale mechanismus není podrobně znám.
V průmyslu se 7-DHC získává z lanolinu a vystavením ultrafialovému záření se přeměňuje na vitamin D3.
U suchozemských živočichů se 7-DHC přeměňuje na vitamin D3 přes lanosterol, u rostlin přes cykloartenol. Řasy spolu s touto látkou vytvářejí ergosterol, který převádějí na vitamin D2. Houby syntetizují pouze ergosterol, převáděný na D2 skrz lanosterol.